# Libas Pur
Libas Pur es una ciudad censal situada en el distrito de Delhi noroeste,  en el territorio de la capital nacional,  Delhi (India). Su población es de 44375 habitantes (2011). 

## Demografía
Según el censo de 2011 la población de Libas Pur era de 44375 habitantes, de los cuales 24059 eran hombres y 20316 eran mujeres. Libas Pur tiene una tasa media de alfabetización del 84,87%, inferior a la media estatal del 86,21%: la alfabetización masculina es del 90,58%, y la alfabetización femenina del 78,05%.